# نمط تفسيري
النمط التفسري أو الأسلوب التفسيري (بالإنجليزية: Explanatory style)‏ هو السمة النفسية التي تشير إلى الطريقة التي يفسر بها الشخص لنفسه سبب مواجهته لحدث معين، إما إيجابي أو سلبي.

## الجوانب

### جوانب شخصية
يغطي هذا الجانب الدرجة التي يعزو بها الشخص حدثا إلى نفسه أو إلي أسباب داخلية. وقد يفسر الشخص المتفائل التجربة السيئة بأنها بسبب الحظ بينما المتشائم قد يعتبر هذه التجربة خطأه. ويمكن لشخص آخر أيضا أن يعزو حدث ما إلى قوى خارجية بطريقة غير صحية (على سبيل المثال «لم يكن لدي خيار سوى العنف».)

### جوانب دائمة
ويغطي هذا الجانب الخصائص التي تعتبر مستقرة مقابل الخصائص الغير مستقرة. فيميل المتفاؤل إلى تعريف صفاته الجيدة بأنها مستقرة («أنا لا أفعل كذا أبدا») في حين أن المتشائم قد يفكر، على سبيل المثال، «سوف لن أشعر بالسعادة أبدا».

### جوانب منتشرة
ويشمل ذلك التمييز العالمي مقابل المحلي أو المحدد ومدى التأثير. فقد يرى المتشائم، على سبيل المثال، أن «في البؤس موجود في كل مكان»، في حين يري المتفائل أنه «تعامله في الغالب مع أشخاص صادقين».

## الشخصية
الأشخاص الذين يميلون عادة إلي لوم أنفسهم علي الأحداث السلبية يعتقدون أن هذه الأحداث سوف تستمر إلى أجل غير مسمى، والسماح لهذه الأحداث بأن تؤثر على العديد من جوانب حياتهم يتسبب في ما يسمى بأسلوب التفسير التشاؤمي. على العكس من ذلك، الناس الذين يميلون عادة إلى إلقاء اللوم على القوى الخارجية للأحداث السلبية، ويعتقدون أن هذه الأحداث سوف تنتهي في وقت قريب، وعدم السماح لهذه الأحداث بأن تؤثر على جوانب كثيرة من حياتهم فإن ذلك يؤدي إلي ما يسمى أسلوب التفسير المتفائل.
وقد أشارت بعض الأبحاث إلى أن أسلوب التفسير المتشائم قد يكون مرتبطا بالاكتئاب والمرض البدني. ويشمل مفهوم الاسلوب التفسري مجموعة واسعة من الاستجابات الممكنة لكل من الأحداث الإيجابية والسلبية، والشخص عادة لا يُظهر بالضرورة أسلوب تفسري موحد في جميع جوانب الحياة، ولكن قد تظهر ردود مختلفة لأنواع مختلفة من الأحداث.